# Listă de conducători de stat din 809
805 - 806 - 807 - 808 - 809 - 810 - 811 - 812 - 813
Aceasta este o listă a conducătorilor de stat din anul 809:

## Europa
- Anglia, statul anglo-saxon Northumbria: Eardwulf al II-lea (rege, 796-808, 808-810)
- Anglia, statul anglo-saxon Essex: Sigered (797/798-?) (?)
- Anglia, statul anglo-saxon Kent: Baldred (rege, cca. 807-825)
- Anglia, statul anglo-saxon Mercia: Cenwulf (rege, 796-821)
- Anglia, statul anglo-saxon Wessex: Egbert (rege, 802-839)
- Asturia: Alfonso al II-lea cel Neprihănit (rege, 791-842)
- Bavaria: Carol cel Mare (rege din dinastia Carolingiană, 788-814; totodată, rege al francilor, 768-814; ulterior, rege al Italiei, 774-814; ulterior, împărat occidental, 800-814)
- Benevento: Grimoald al IV-lea (principe, 806-817)
- Bizanț: Nicefor I Logothetul (împărat, 802-811)
- Bulgaria: Krum (han, cca. 803-814)
- Cordoba: Abu'l-Asi al-Hakam I ibn Hișam (I) (emir din dinastia Omeiazilor, 796-822)
- Francii: Carol cel Mare (rege din dinastia Carolingiană, 768-814; ulterior, rege al Italiei, 774-814; ulterior, rege al Bavariei, 788-814; ulterior, împărat occidental, 800-814)
- Friuli: Aio (duce, 808-817)
- Gruzia, statul Abhazia: Leon al II-lea (rege, 767/768-811/812)
- Imperiul occidental: Carol cel Mare (împărat din dinastia Carolingiană, 800-814; anterior, rege al francilor, 768-814; totodată, rege al Bavariei, 788-814; anterior, rege al Italiei, 774-814)
- Italia: Carol_cel_Mare (rege din dinastia Carolingiană, 774-814; totodată, rege al francilor, 768-814; ulterior, rege al Bavariei, 788-814; ulterior, împărat occidental, 800-814) și Pepin (rege din dinastia Carolingiană, 781-810)
- Neapole: Antimus (duce, 800/801-817/818)
- Scoția, statul picților: Constantin (rege, înainte de 789-820; totodată, rege în Dalriada, 811?-820)
- Scoția, statul celt Dalriada: Conall mac Aedan (rege, 807?-811?)
- Serbia: Radoslav (cneaz din dinastia lui Viseslav, după 800) (?)
- Spoleto: Winiges (duce, 789-822)
- Statul papal: Leon al III-lea (papă, 795-816)
- Veneția: Obelario Antenoreo și Beato (dogi, 804-811)

## Africa
- Aghlabizii: Ibrahim I ibn al-Aghlab ibn Salim (emir din dinastia Aghlabizilor, 800-812)
- Idrisizii: Idris al II-lea ibn Idris (I) (al-Asghar sau al-Azhar) (imam din dinastia Idrisizilor, 803-828)
- Kanem-Bornu: Dugu (sultan, cca. 784-cca. 835)

## Asia

### Orientul Apropiat
- Bizanț: Nicefor I Logothetul (împărat, 802-811)
- Califatul abbasid: Abu Djafar Harun ar-Rașid ibn al-Mahdi (calif din dinastia Abbasizilor, 786-809) și Abu Musa Muhammad al-Amin ibn ar-Rașid (calif din dinastia Abbasizilor, 809-813)

### Orientul Îndepărtat
- Birmania, statul Arakan: Mahataing Chandra (rege din dinastia Chandra, 783-810)
- Cambodgea, Imperiul Kambujadesa (Angkor): Jayavarman al II-lea (împărat, 802-854)
- Cambodgea, statul Tjampa: Indravarman I (rege din a cincea dinastie, 787/801-803?/817?) și Harivarman I (rege din a cincea dinastie, 803?/817?-854)
- China: Xianzong (împărat din dinastia Tang, 806-820)
- Coreea, statul Silla: Aejang (Chunghi) (rege din dinastia Kim, 800-809) și Hondok (Onsung) (rege din dinastia Kim, 809-826)
- India, statul Chalukya răsăriteană: Vijayaditya al II-lea (rege, 799-cca. 847)
- India, statul Gurjara Pratihara: Nagabhata (Nagavaloka) al II-lea (rege, cca. 792-833)
- India, statul Pallava: Dantivarman (rege din a treia dinastie, 795-845)
- India, statul Raștrakuților: Govinda al III-lea (rege, 793-814)
- Kashmir: Chippatajayapida (sau Brihaspati) (rege din dinastia Karkota, 804-cca. 813)
- Japonia: Heijo (Heizei) (împărat, 806-809) și Saga (împărat, 809-823)
- Nepal: Vardhamanadeva (Bhimarjunadeva) (rege din dinastia Thakuri, cca. 796-812)
- Sri Lanka: Dappula al II-lea (rege din dinastia Silakala, 805-821)
- Tibet: K'ri-lDe Srong-bTsan (chos-rgyal, cca. 800-815/817)